# ジョン・ミッチンソン
ジョン・レスリー・ミッチンソン（John Leslie Mitchinson, 1932年3月31日 - 2021年12月17日）は、イギリスのテノール歌手。
ランカシャー州ブラックロッドの生まれ。マンチェスター王立音楽大学に進学し、フレデリック・コックス、ヘドル・ナッシュ、ボリスカ・ゲレプに声楽を学ぶ。27歳の時にエリック・ロビンソンが司会を務めるテレビ番組『ミュージック・フォー・ユー』に歌手として出演してデビュし、サドラーズ・ウェルズ劇場でゲオルク・フリードリヒ・ヘンデルのオラトリオ『セメレ』に出演して初舞台を踏んだ。1972から1978年までサドラーズ・ウェルズ劇場を中心に歌手活動を展開し、ヨセフ・タルのオペラ『マッサーダ967』などを初演している。1978年から1982年までウェールズ・ナショナル・オペラに在籍し、オペラ公演のほかラジオやテレビ番組に数多く出演して手広く歌手活動を展開した。